# 김명재 (조정 선수)
김명재(1962년 10월 15일 ~ )는 대한민국의 조정 선수이다. 1984년 하계 올림픽 여자 콕스드 포 이벤트에 출전했었다.